# 이인 (불교)
- 2인(二忍): 생인(生忍)과 법인(法忍)
- 2인(二忍): 세간인(世間忍)과 출세간인(出世間忍)
- 2인(二忍): 안수고인(安受苦忍)과 관찰고인(觀察法忍)

## 생인과 법인

### 대지도론 제6권
2인(二忍)은 《대지도론》 제6권 등에서 설하는 생인(生忍)과 법인(法忍)을 말한다. 여기서의 생인을 중생인(衆生忍)이라고도 하고 법인을 무생법인(無生法忍)이라고도 한다.
《대지도론》 제6권에서는 생인(生忍)에 대해 다음과 같이 설명하고 있다.
 復次，有二種忍：生忍、法忍，生忍名眾生中忍，如恒河沙劫等，眾生種種加惡，心不瞋恚；種種恭敬供養，心不歡喜。　復次，觀眾生無初，若有初則無因緣，若有因緣則無初；若無初亦應無後，何以故？初後相待故；若無初後，中亦應無。如是觀時，不墮常、斷二邊，用安隱道觀眾生，不生邪見，是名生忍。

 
또한 두 가지 인(忍)이 있으니, 생인(生忍)과 법인(法忍)이다.

생인(生忍)은 중생(즉, 5온) 가운데서 인(忍: 인내, 인내에서 생겨나는 지혜)하는 것을 말한다. 갠지즈 강의 모래의 개수만큼 많은 겁(劫) 동안에 중생(즉, 5온)이 갖가지 악(惡)을 가한다 해도 마음에서 성내지 않고[心不瞋恚], 갖가지로 공경하고 공양하여도 마음에서 기뻐하지 않는 것[心不歡喜]이다. (주해: 심부진에(心不瞋恚)와 심불환희(心不歡喜)는 둘이 합쳐야 의미가 성립되는 것으로, 둘 다 합쳐서 사(捨)의 마음작용의 상태, 즉 4무량심 가운데 사무량심(捨無量心)의 상태, 즉 적정과 평정의 경지에 해당한다. 달리 말하면, 심부진에(心不瞋恚)는 자무량심(慈無量心)과 비무량심(悲無量心)에 해당하고, 심불환희(心不歡喜)의 환희(歡喜)는 희무량심(喜無量心) 즉 환희지에 해당한다. 사무량심(捨無量心)은 자(慈)와 비(悲) 그리고 희(喜)를 뛰어넘은 경지이다. 견도를 마치고 수도로 들어간 경지이다.)

또한 생인(生忍)은 중생(즉, 5온)을 관찰[觀]함에 있어서 시작이 없다[無初]고 관찰하는 것을 말한다. 만약 시작이 있다[有初]면 곧 연기법이 없는[無因緣] 것이고, 연기법이 있다[有因緣]는 것은 곧 시작이 없다[無初]는 것이기 때문이다. 그리고 시작이 없다[無初]면 또한 응당히 끝도 없다[無後]. 왜 그런가? 시작[初]과 끝[後]은 서로를 의지[待]하기 때문이다. 시작[初]과 끝[後]이 없다면 (마찬가지로, 시작과 끝에 의지하는) 중간[中]도 또한 응당히 없다. 이렇게 관찰할 때에 상견(常見)과 단견(斷見)의 두 극단[二邊]에 떨어지지 않으며, 안온도(安穩道: 捨無量心, 적정, 무루지)를 사용하여 중생(즉, 5온)을 관찰하는 것이므로 사견(邪見)이 생겨나지 않는다[不生]. 이를 생인(生忍)이라 한다. (주해: 생인(生忍)이란, 인내[忍]하면서 수행하는 바른 관찰, 중생 즉 5온에 대한 바른 관찰 또는 그 관찰에 의해 획득되는 지혜[忍]를 말한다. 달리 말하면, 부정견 즉 그릇된 견해[邪見]가 없는 것이다. 즉 견혹이 모두 끊어진 상태이다. 즉 8정도의 정견(正見) 즉 무루정견 즉 유학정견의 상태이다.)
 — 《대지도론》 제6권 한문본 & 한글본
《대지도론》 제6권에서는 법인(法忍)에 대해 다음과 같이 설명하고 있다.
 甚深法中心無罣礙，是名法忍。　問曰：　何等甚深法？　答曰：　如先甚深法忍中說。　復次，甚深法者，於十二因緣中展轉生果，因中非有果，亦非無果，從是中出，是名甚深法。　復次，入三解脫門：空、無相、無作，則得涅槃常樂故，是名甚深法。　復次，觀一切法：非空非不空，非有相非無相，非有作非無作；如是觀中心亦不著，是名甚深法。如偈說：

　　「因緣生法，　　是名空相，　　亦名假名，

　　　亦名中道。　　若法實有，　　不應還無，

　　　今無先有，　　是名為斷。　　不常不斷，

　　　亦不有無；　　心識處滅，　　言說亦盡。」

於此深法信心無礙，不悔不沒，是名「大忍成就」。
 
매우 깊은 법[甚深法]에 대하여 마음에 걸림과 막힘이 없으면[心無罣礙] 이를 법인(法忍)이라 한다.

[문] 매우 깊은 법[甚深法]이란 어떤 것인가?

[답] 앞에서 매우 깊은 법인[甚深法忍]에 대해 말한 것과 같다.

또한 매우 깊은 법[甚深法]이라 함은 12인연 가운데서 전전(展轉: 다수의 법이 순서대로 이어짐, 즉, 여기서는 환멸연기)해서 증과[果]를 증득[生]하지만 인(因: 유위법, 즉 무루유위의 환멸연기의 수행) 가운데 과(果: 무위법, 즉 열반)가 있는 것은 아니며 또한 과(果: 무위법, 즉 열반)가 없는 것도 아니다. 이것[是: 즉 因] 가운데로부터 출(出: 즉 증득)하는 것[從是中出], 이것[是: 열반, 진여, 반야, 보리, 완전함 깨달음]을 매우 깊은 법[甚深法]이라 이름한다.

또한 3해탈문(三解脫門) 즉 공해탈문(空解脫門) · 무상해탈문(無相解脫門) · 무작해탈문(無作解脫門)의 3해탈문에 들어가서 열반의 상(常)과 락(樂)을 득(得)하기 때문에, 이것[是: 열반, 진여, 반야, 보리, 완전함 깨달음]을 매우 깊은 법[甚深法]이라 이름한다.

또한 일체법에 대해 관찰할 때 공도 아니요 공 아님도 아니요[非空非不空: 공해탈문], 형상 있음도 아니요 형상 없음도 아니요[非有相非無相: 무상해탈문], 지음이 있음도 아니요 지음이 없음도 아니라[非有作非無作: 무작해탈문]고 관찰하니, 이렇게 관찰하는 가운데 마음이 집착[著]하지 않기 때문에, 이것[是: 열반, 진여, 반야, 보리, 완전함 깨달음]을 매우 깊은 법[甚深法]이라 이름한다.

게송으로 말하리라.

　　인연으로 생긴 법

　　이를 공(空)의 모습[相]이라 하고

　　거짓 이름[假名]이라고도 하며

　　중도(中道)라고도 한다.

　　법이 실제로 있는 것[實有]이라면

　　응당히 무상[無]이 아니어야 하리니,

　　현재에는 없고 과거에는 있었다면

　　이를 단견[斷]이라 부른다.

　　상견[常]도 단견[斷]도 아니며

　　또한 있음의 견해[有]도 없음의 견해[無]도 아니어서

　　마음[心識]의 머무름[處]이 사라졌으므로[滅]

　　언설(言說) 또한 사라진다[盡].

이러한 매우 깊은 법[深法]에 대하여 믿음[信心: 즉, 완전한 청정, 계합, 상응의 상태]이 막힘이 없고[無礙: 공해탈문], 걸림이 없고[不悔: 무상해탈문], 없어짐이 없으면[不沒: 무작해탈문] 이를 '대인(大忍: 대지혜)을 성취했다'고 한다.
 — 《대지도론》 제6권 한문본 & 한글본

### 대지도론 제14권과 제15권
2인(二忍)은 《대지도론》 제14권과 제15권 등에서 설하는 생인(生忍)과 법인(法忍)을 말한다. 여기서의 생인을 중생인(衆生忍)이라고도 하고 법인을 무생법인(無生法忍)이라고도 한다.

## 세간인과 출세간인
2인(二忍)은 《대승대집지장십륜경(大乘大集地藏十輪經)》 제9권 등에서 설하는 세간인(世間忍)과 출세간인(出世間忍)을 말한다.

## 안수고인과 관찰고인
2인(二忍)은 《대명삼장법수(大明三藏法數)》 제5권 등에서 설하는 안수고인(安受苦忍)과 관찰고인(觀察法忍)을 말한다.

## 참고 문헌
- 곽철환 (2003). 《시공 불교사전》. 시공사 / 네이버 지식백과. |title=에 외부 링크가 있음 (도움말)
- * 미륵 지음, 현장 한역, 강명희 번역 (K.614, T.1579). 《유가사지론》. 한글대장경 검색시스템 - 전자불전연구소 / 동국역경원. K.570(15-465), T.1579(30-279). |title=에 외부 링크가 있음 (도움말)

세친 지음, 현장 한역, 권오민 번역 (K.955, T.1558). 《아비달마구사론》. 한글대장경 검색시스템 - 전자불전연구소 / 동국역경원. K.955(27-453), T.1558(29-1). |title=에 외부 링크가 있음 (도움말)
- 운허.  동국역경원 편집, 편집. 《불교 사전》. |title=에 외부 링크가 있음 (도움말)
- (영어) DDB. 《Digital Dictionary of Buddhism (電子佛教辭典)》. Edited by A. Charles Muller. |title=에 외부 링크가 있음 (도움말)
- (중국어) 미륵 조, 현장 한역 (T.1579). 《유가사지론(瑜伽師地論)》. 대정신수대장경. T30, No. 1579. CBETA. |title=에 외부 링크가 있음 (도움말)
- (중국어) 佛門網. 《佛學辭典(불학사전)》. |title=에 외부 링크가 있음 (도움말)
- (중국어) 星雲. 《佛光大辭典(불광대사전)》 3판. |title=에 외부 링크가 있음 (도움말)
- (중국어) 세친 조, 현장 한역 (T.1558). 《아비달마구사론(阿毘達磨俱舍論)》. 대정신수대장경. T29, No. 1558, CBETA. |title=에 외부 링크가 있음 (도움말)